# Glukoza-6-fosfat dehidrogenaza
Glukoza-6-fosfat dehidrogenaza (G-6-PDH) je enzim ciklusa pentoza-fosfata, metaboličkog puta koji održava razinu koenzima
nikotinamid adenin dinukleotid fosfata (NADPH) u stanicama (najznačajnije u 
eritrocitima).
Manjak enzima glukoza-6-fosfat dehidrogenaze nasljedni je poremećaj ovog enzima.

## Glukoza-6-fosfat dehidrogenaza i ciklus pentoza fosfata
Put pentoza fosfata proizvodi u citosolu NADPH i riboza-5-fosfat. NADPH se upotrebljava u reduktivnoj biosintezi, a riboza-5-fosfat u sintezi DNK, RNK i nukleotidnih koenzima. G-6-PDH je enzim koji katalizira dehidrogenaciju glukoza-6-fosfata što je ujedno i prvi korak u ciklusu pentoza fosfata.

## Eritrociti i G-6-PDH
Put pentoza fosfata je jedini izvor NADPH u eritrocitima. Njegova uloga u eritrocitima je da reducira disulfidni oblik glutationa (GSSG) u sulfhidridni oblik (GSH). Tu reakciju katalizira glutation-reduktaza. Uloga reduciranog oblika glutationa je inaktivacija oksidanasa koji napadaju eritrocite.